# Горни Чрънци
Горни Чрънци (на словенски: Gornji Črnci) е село в Словения, Помурски регион, община Цанкова. Според Националната статистическа служба на Република Словения през 2015 г. селото има 144 жители.